# ペーパーカンパニー
ペーパーカンパニーとは、登記上は存在するが、事業活動の実態がない会社を漠然と指す俗語。幽霊会社（ゴーストカンパニー）もしくはダミー会社ともいう。
和製英語とされることが多いが、英語でも「paper company」が使用されるとも言われる。ただし、主に「shell corporation」「dummy company（単にdummyとも）」「bogus company 」「mailbox company」などの語が用いられる。

## 概説
ペーパーカンパニーは、しばしば脱税や詐欺などの違法行為に用いられるというネガティブなイメージが強いが、正確な決算申告と法人税を払っている限りは実態がなくとも違法ではない。2003年（平成15年）度末時点の国内普通法人（株式会社、有限会社など）の総数は2,550,360だが、そのうち所得を計上しているのは約3割に過ぎない。
近年の法改正で株式会社の設立が容易になり、また特定非営利活動法人（NPO法人）も増加しているが、これらの法人に対する活動実態を明らかにする制度（事後チェック）の整備が望まれており、NPO法人では設立認証の取り消しの事例もある。なお、純粋持株会社は、子会社の経営管理という統括機能など具体的な事業を行っている場合は、ペーパーカンパニーとは呼べない。

## ペーパーカンパニーと関連する類型
法的根拠をもたず、または犯罪行為もいとわない組織を「会社」と自称しているもの
単独または2人以上の組織により、悪徳商法、詐欺、カルト宗教、闇金融などの違法またはグレーゾーンの行為を行う目的で「株式会社○○」などを自称しているものがある。
特に海外法人であると称している場合、日本国内からの確認が容易でない場合がある。もっとも、この場合は単なる虚偽であり、ペーパーカンパニーとは呼べない。
法的根拠をもって設立されているが、外見上の目的とは別の活動を行っているもの
悪徳商法、詐欺、カルト宗教などの犯罪を含めた悪質行為の目的で会社を隠れ蓑として使うものはダミー会社とも言われる。事実上支配している会社や経営者が自分の名前が表に出にくいようにするために用いることがある。
規制をかいくぐる目的の会社
日本の大手新聞社は第二次世界大戦時に新聞紙法の規制を受けて日本軍を翼賛する報道を繰り返してきた為、GHQからは戦争犯罪人と目され、新興新聞社に新聞用紙を優先的に配給することで既存大手新聞の力を削ぐことで立場を入れ替えさせようとしていた。大手はこれに対抗し内外タイムス（読売新聞）、新大阪（毎日新聞）、名古屋タイムズ（中日新聞）、フクニチ新聞（西日本新聞）のような夕刊紙を発行する新聞社を設立し、この会社への割り当てられた紙の一部を自社に流す脱法行為を行った。ダミーとはいえ実際に新聞の発行を行っており、割当制度が無くなると次第に独立していった。
設立登記はなされているが、（地理的な意味での）オフィスを持たず、事業を行っていないもの
設立後直ちに、または活動停止後に登記上は存在しながら、当該の所在地にオフィスを持たずに放置されているものは休眠会社とも言われる。粉飾決算や脱税などに悪用されることがあり、そのような場合にペーパーカンパニーと呼ばれることがある。
インターリンクのように、テレワークを推進した結果オフィスを閉鎖して全社員をノマドワーカーとしたことで登記場所に社員常駐しない体制に移行する例もある（フルリモート、英: 100% remote, fully remote）。
イオングループでは、グループ再編を見据えて使用予定の商号を休眠会社に名乗らせるということを行っていた（商号保全）。
会社情報に虚偽が含まれるもの
通信販売やスマホ用アプリ（アイテム課金）などで収益を上げる事業者は、特定商取引に関する法律（特定商取引法）により、社名（商号）、所在地（住所）、代表者の氏名、電話番号（固定電話）などを正確に表示しなければならないが、所在地の番地（またはビル名や部屋番号など）や、電話番号を正確に表示していないなど、虚偽の情報を表示している場合もある（内容証明の送付時に、送付先の所在地に不備があると「宛先不明」で返送される）。
特別目的会社
一定の取引や資産保有のためのみに設立される会社。取締役など法律上必要な役員は存在するが、日常的な業務は存在せず、常勤職員者がいない。タックス・ヘイヴンに国際金融取引のために設立するもの、便宜置籍船の所有者として設立するもの、証券化取引における資産を保有する主体として設立するものなどがある。